# Камакурський державець
35°19′08″ пн. ш. 139°34′27″ сх. д. / 35.31901111° пн. ш. 139.57425556° сх. д.
Камакурський державець (яп. 鎌倉公方, камакура кубо) — в Японії XIV—XV ст. намісник шьоґуна на Сході з центром у Камакурі. Голова автономного Камакурського уряду (регіон Канто). Призначався із бічної гілки шьоґунського дому Ашікаґа, що згодом розкололася на два центри в Коґа і Хоріґое. Також — кантоський державець (関東公方, канто кубо).

## Історія
Боротьба з численними суперниками серед самурайської знаті та Південною династією протягом 1330—1340-х років призвела до послаблення контролю бакуфу над важливим регіоном Канто. Для виправлення ситуації 1-й сьогун Ашікаґа Такауджі призначив свого молодшого сина Ашікаґа Мотоуджі на посаду намісника Канто. В йому в якості помічника та ліпшого контролю на посаду сіцудзі (головного радника) представника роду Уесуґі.
Мотоудзі заснував династію намісників Канто. Поступово вони ставали дедалі більш незалежними. Вже Ашікаґа Уджіміцу виявив амбіції з отримання посади шьоґуна. У 1382 році він самовільно прийняв титул «державця» (公方). У 1391 році володіння було розширено на весь північ острова Хонсю.
У 1399 році державці спробували повалити законного шьоґуна Ашікаґа Йошіміцу, проте невдало. Загострення стосунків відбулося у 1430-х роках за Ашікаґа Мотіуджі. В цей час володіння державця стали фактично незалежним утворенням. Це стало одним з перших проявів розпаду Японії. Втім завдяки сьогуну Асікаґа Йосімоті у 1439 році вдалося подолати цю небезпеку. Але загибель того у 1441 році відновили феодальний розпад держави.
У 1454 році державець Ашікаґа Шіґеуджі знову виступив проти бакуфу, вбивши свого управителя (події відомі як інцидент Кйотоку), що призвело до утворення двох намісників регіону Канто з центрами в Коґа і Хоріґо, які відповідно стали зватися коґа-кубо й хоріґое-кубо. Остаточно це оформилося у 1457 році. Така ситуація призвела бо боротьби кланів між собою, що стала остаточним призвісником утворення самостійних володінь.

## Адміністрація
Головним центром було місто Камакура. Адміністрація та територія отримала назву Камакурафу, охоплювала провінції Саґамі, Мусасі, Кодзуке, Сімоцуке, Хітаті, Сімоса, Кадзуса, Ава, Ідзу й Кай. Також окремо державець керував провінціями Дева і Муцу. Неформально також впливав на провінції Етіґо, Сінано й Оварі.

## Канто-кубо
- Ашікаґа Мотоуджі (1349—1367)
- Ашікаґа Уджіміцу (1367—1398)
- Ашікаґа Міцукане (1398—1409)
- Ашікаґа Мотіуджі (1409—1439)
- Ашікаґа Шіґеудзі (1449—1454)
- Ашікаґа Масатомо (1454—1457)